# Nick Carter, le roi des détectives
Nick Carter, le roi des détectives (1908) è una serie cinematografica francese di sei episodi ambientati a Parigi, prodotta dalla Société Française des Films Éclair e diretta da Victorin-Hippolyte Jasset, basato sui romanzi americani del detective Nick Carter.La sceneggiatura è di Georges Hatot, l'attore è Pierre Bressol.

## Episodi
| Episodi | Titolo                      | Uscita            | Lunghezza |
| ------- | --------------------------- | ----------------- | --------- |
| 1       | Guêt-apens                  | 8 settembre 1908  | 185 metri |
| 2       | L'affaire des bijoux        | 22 settembre 1908 | 218 metri |
| 3       | Les faux-monnayeurs         | 6 ottobre 1908    | 187 metri |
| 4       | Les dévaliseurs de banque   | 20 ottobre 1908   | 150 metri |
| 5       | Les empreintes              | 27 ottobre 1908   |           |
| 6       | Les bandits en habits noirs | 15 novembre 1908  | 235 metri |